# (38046) Krasnoïarsk
Pour les articles homonymes, voir Krasnoïarsk (homonymie).
(38046) Krasnoïarsk, internationalement (38046) Krasnoyarsk, est un astéroïde de la ceinture principale.

## Description
(38046) Krasnoïarsk est un astéroïde de la ceinture principale. Il fut découvert par Eric Walter Elst le 20 septembre 1998 à l'observatoire de La Silla. Il présente une orbite caractérisée par un demi-grand axe de 3,96 UA, une excentricité de 0,211 et une inclinaison de 3,009° par rapport à l'écliptique.
Il fut nommé en référence à la ville sibérienne de Krasnoïarsk, fondée en 1628 le long du fleuve Ienisseï.

## Compléments